# Tafelbereiding
Een tafelbereiding is een bereiding die in een restaurant bij gasten aan tafel wordt uitgevoerd. Bekende, klassieke tafelbereidingen zijn het trancheren van vlees, het fileren van vis, flamberen en het bereiden van een dressing of saus.

## Geschiedenis
Tot in de jaren 70 werden in Nederland regelmatig tafelbereidingen uitgevoerd, vooral in restaurants van de wat chiquere hotels. Een ervaren bedieningsmedewerker, vaak iemand met een diploma van een horeca-opleiding, voerde dit met precisie uit. Gaandeweg de jaren 80 verdween deze discipline nagenoeg compleet om kosten te besparen. Het was een tijdrovende handeling en geschoold personeel is duurder dan ongeschoold personeel. Een van de weinige organisaties die de tafelbereiding bleef uitvoeren op grote schaal was het Van der Valk-concern. Andere organisaties die de kennis bleven doorgeven aan nieuwe generaties waren de hotelscholen van het land en sinds 2010 de organisatie achter "Talent van de Toekomst", die vakwedstrijden organiseert voor horecastudenten in opleiding.
Sinds een paar jaar ziet men anno 2016 op kleine schaal een terugkeer van de tafelbereidingen binnen het topsegment van restaurants. Het gaat dan niet zo zeer om een terugkeer van de klassiekers, maar om nieuwe vindingen, zoals vlees of schaaldieren bereiden aan tafel of het bereiden van ijs. Zo zette FG Restaurant een "nitro cocktail" op de kaart waarbij met behulp van vloeibare stikstof aan tafel ijs wordt gemaakt.

## Overzicht van klassieke tafelbereidingen
Deze lijst is niet compleet, maar geeft een goed beeld van de bekendste tafelbereidingen:
- het trancheren van vlees of een moot vis
- het fileren van vis
- cerise flambé (geflambeerde kersen) maken
- crêpe suzette (geflambeerde flensjes) bereiden
- het maken van een stroganoffsaus
- het maken van een cocktailsaus
- het couperen van kip, ook wel foutief het "trancheren van kip" genoemd
- het maken van een dressing, bijvoorbeeld een French dressing
- het maken van een grapefruitcocktail
- het bereiden van een culinaire cocktail
- kreeft aan tafel serveren